# Márcio Delvi da Costa
Márcio Delvi da Costa, también conocido como Fantick, es un exfutbolista brasileño.

## Clubes
- Avaí Futebol Clube (1996 – 2002)
- Club de Fútbol América (2003)
- Sociedade Esportiva e Recreativa Caxias do Sul (2004)
- Joinville Esporte Clube (2004 – 2007)
- Criciúma Esporte Clube (2008)
- Joinville Esporte Clube (2009)
- Clube Náutico Marcílio Dias (2009)